# Petronymphe
Petronymphe H.E.Moore – rodzaj roślin z rodziny szparagowatych, obejmujący dwa gatunki, występujące endemicznie w Sierra Madre Południowej w południowo-zachodnim Meksyku w Ameryce Północnej: P. decora, która występuje w stanie Guerrero i P. rara, która występuje w stanie Oaxaca.

## Morfologia
PokrójWieloletnie rośliny zielne o wysokości do 60 cm.
PędPodziemna bulwocebula, pokryta okrywą z błoniastych nasad liści.
LiścieOd trzech do pięciu liści odziomkowych, równowąskich, odwrotnietrójkątnych lub półobłych na przekroju, pustych u nasady, z tępymi lub ostrymi wypukłościami na brzegach, tej samej długości lub dłuższych od pędu kwiatostanowego.
KwiatyZebrane od 3 do 25 w baldach, który wyrasta na głąbiku, zagiętym i kolankowatym w miejscu wyrastania kwiatów. Kwiatostan wsparty jest 3–4 błoniastymi podsadkami. Kwiaty rurkowate, opadające do zwisłych, wyrastające na długich szypułkach, wsparte pojedynczą przysadką. Listki okwiatu w dolnej części zrośnięte w rurkę z trzema wgłębieniami u nasady, powyżej wolne, jajowate i trójżebrowane (P. rara) lub eliptyczne i ostre lub tępe (P. decora), żółto-zielone (P. decora) lub czerwonawopomarańczowe z żółtym odcieniem i fioletowymi brzegami (P. rara), z zieloną linią wzdłuż głównej żyłki. Sześć pręcików przyrośniętych do rurki okwiatu i wyrastających z gardzieli, o nitkach rozszerzonych w kierunku nasady. Pylniki krótsze lub prawie tej samej długości co wolny odcinek nitki pręcika, osadzone grzbietowo, pękające podłużnie. Gynofor promieniście przylegający do rurki okwiatu, tworząc trzy wgłębienia. Zalążnia zrośnięta na ¼ długości do rurki, trójkomorowa. Szyjka słupka nitkowata, zakończona trójklapowanym, brodawkowatym znamieniem.
OwoceWzniesione, pękające torebki, zawierające ok. 20 nieregularnych, elipsoidalnych, bocznie spłaszczonych, czarnych, lśniących nasiona.

## Systematyka
Pozycja systematycznaRodzaj z podrodziny Brodiaeoideae z rodziny szparagowatych Asparagaceae.
Ujęcie historyczneW systemie Takhtajana z 1997 r. zaliczany do plemienia Milleae w podrodzinie czosnkowych w rodzinie czosnkowatych (Alliaceeae). W systemie Kubitzkiego zaliczony do rodziny Themidaceae.
Wykaz gatunków
- Petronymphe decora H.E.Moore
- Petronymphe rara J.Gut.